# Lycaena fulgurata
Lycaena fulgurata är en fjärilsart som beskrevs av Mezger 1931. Lycaena fulgurata ingår i släktet Lycaena och familjen juvelvingar. Inga underarter finns listade i Catalogue of Life.